# Mingo (historietista)
Domingo Correa Expósito, más conocido como Mingo, fue un historietista español (1943-4/11/1977).

## Biografía
Domingo Correa colaboró con la Editorial Bruguera durante los sesenta y setenta, aportando series como Don Tiburcio ("El DDT", 1967), Sandalio ("Din Dan", 1968) o Don Lucas ("Din Dan", 1970), así como secciones de chistes. También trabajó para revistas como "Gaceta Junior", "La PZ", "Mata Ratos", "Pepe Cola" o "TBO", antes de morir de forma prematura.